# Nelson Freitas

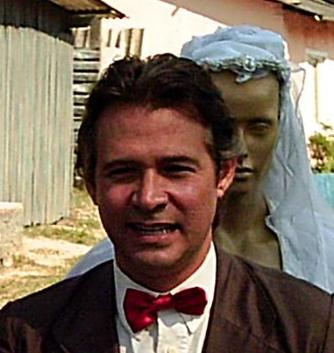
Nelson Freitas, 2008

Nelson Freitas (geboren am 25. Juni 1962) ist ein brasilianischer Schauspieler.
Seit 1978 trat er in mehr als 40 Film- und Fernsehproduktionen auf. Seine außerhalb Brasiliens wohl bekannteste Rolle ist die des René  in der Serienverfilmung des französischen Erotikromans Geschichte der O.

## Filmographie (Auswahl)
- 1978: Maria, Maria
- 1992: Die Geschichte der O
- 2000: Uga Uga
- 2017–2018: Tempo de Amar